# Merciera tetraloba
Merciera tetraloba là loài thực vật có hoa trong họ Hoa chuông. Loài này được Cupido mô tả khoa học đầu tiên năm 2002.